# سامسونگ گلکسی اس۲۲
سامسونگ گلکسی اس۲۲ (به انگلیسی: Samsung Galaxy S22) مجموعه‌ای از گوشی‌های هوشمند مبتنی بر اندروید است که توسط سامسونگ الکترونیکس به عنوان بخشی از سری گلکسی اس طراحی، توسعه، تولید و به بازار عرضه شده است. این سری که در رویداد گلکسی آنپکد سامسونگ در ۹ فوریه ۲۰۲۲ رونمایی شد، به عنوان جانشین سری گلکسی اس۲۱ و گلکسی نوت ۲۰ عمل می‌کند.

## تاریخچه
سری گلکسی اس۲۲ سامسونگ در ۹ فوریه ۲۰۲۲ به عنوان جانشین سری گلکسی اس۲۱ رونمایی شد. طرح‌های طراحی همه دستگاه‌ها با مدل‌های ۲۰۲۱ یکسان است، به جز اس۲۲ اولترا که ماژول‌های دوربین جداگانه را به جز برآمدگی دوربین و بدنه مستطیلی حفظ کرده است. مدل پایه به جای قاب پشت پلاستیکی پلی کربناتی که در اس۲۱ بود، دارای قاب پشت شیشه‌ای است. اس۲۲ و اس۲۲+ دارای نرم‌افزار، ترکیب و سخت‌افزار مشابه مدل‌های سال قبل هستند، با تفاوت‌های جزئی. اس۲۲ اولترا تحت بازسازی گسترده‌ای قرار گرفت و این گوشی به عنوان جانشین سری متوقف شده گلکسی نوت عمل کرد. این دستگاه دارای بدنه مستطیلی، صفحه نمایش با وضوح بالاتر و سیستم دوربین پیشرفته است و از همه مهم‌تر، مدل اولترا دارای قلم اس-پن تعبیه‌شده درون دستگاه است که از ویژگی‌های بارز سری نوت است. اس۲۲ اولترا به عنوان مدل حرفه‌ای رده بالا از این سری و جانشین اس۲۱ اولترا عمل می‌کند، در حالی که مدل‌های پایه به ترتیب جانشین اس۲۱ و اس۲۱+ می‌شوند.

## نسخه‌ها
خانوادهٔ گلکسی اس۲۲ شامل ۳ دستگاه است. گلکسی اس۲۲ با نمایشگر ۶٫۱-اینچ (۱۵۵-میلیمتر) ارزان‌ترین نسخه است. گلکسی اس۲۲+ سخت‌افزار مشابه با اس۲۲، اما در ابعاد بزرگتر، با نمایشگر ۶٫۶-اینچ (۱۶۸-میلیمتر)، پشتیبانی از شارژ سریع با توان بیشتر و ظرفیت باتری بالاتر است. گلکسی اس۲۲ اولترا دارای بزرگ‌ترین نمایشگر (با ابعاد ۶٫۸-اینچ (۱۷۳-میلیمتر))، بزرگ‌ترین باتری، پیشرفته‌ترین دوربین و بهترین نمایشگر در مقایسه با دو دستگاه دیگر است. اس۲۲ اولترا همچنین به مانند نسخهٔ قبلی خود، اس۲۱ اولترا از اس پن پشتیبانی می‌کند، اما این بار اس پن همراه با خود دستگاه ارائه می‌شود و برای آن جای مخصوص در نظر گرفته شده است.

## طراحی
سری گلکسی اس۲۲ دارای طراحی شبیه به گوشی‌های قبلی سری اس است و مجهز به صفحه نمایش Infinity-O شامل یک بریدگی دایره‌ای در مرکز بالایی برای دوربین سلفی جلو است. هر سه مدل از گوریلا گلس ویکتوس+ برای پنل پشتی استفاده می‌کنند. برخلاف سری اس۲۱ که در اس۲۱ قاب پشت پلاستیکی قرار داشت، در هر سه نسخه اس۲۲ قاب پشت شیشه‌ای به کار رفته است.
| گلکسی اس۲۲ | گلکسی اس۲۲  | گلکسی اس۲۲     | گلکسی اس۲۲+ | گلکسی اس۲۲+ | گلکسی اس۲۲+    | گلکسی اس۲۲ اولترا | گلکسی اس۲۲ اولترا | گلکسی اس۲۲ اولترا |
| رنگ        | نام         | انحصاری آنلاین | رنگ         | نام         | انحصاری آنلاین | رنگ               | نام               | انحصاری آنلاین    |
|            | سفید        | N              |             | سفید        | N              |                   | سفید              | N                 |
|            | فانتوم بلک  | N              |             | فانتوم بلک  | N              |                   | فانتوم بلک        | N                 |
|            | سبز         | N              |             | سبز         | N              |                   | سبز               | N                 |
|            | طلایی صورتی | N              |             | طلایی صورتی | N              |                   | شرابی             | N                 |
|            | نوک‌مدادی    | Yes            |             | نوک‌مدادی    | Yes            |                   | نوک‌مدادی          | Yes               |
|            | آبی آسمانی  | Yes            |             | آبی آسمانی  | Yes            |                   | آبی آسمانی        | Yes               |
|            | کرمی        | Yes            |             | کرمی        | Yes            |                   | قرمز              | Yes               |
|            | بنفش        | Yes            |             | بنفش        | Yes            |                   |                   |                   |

## مشخصات

### سخت‌افزار

#### پردازنده
گوشی‌های سری گلکسی اس۲۲ با دو پردازندهٔ اگزینوس ۲۲۰۰ و کوالکام اسنپ‌دراگون ۸ نسل ۱ عرضه می‌شوند که بسته به بازار عرضه متفاوت است.
در بازار ایران، این گوشی‌ها در هر دو نسخهٔ اسنپ‌دراگون و اگزینوس عرضه می‌شوند.

#### صفحه‌نمایش
تمام گوشی‌های سری اس۲۲ دارای نمایشگرهای داینامیک امولد 2X با پشتیبانی از HDR10+ و فناوری "dynamic tone mapping" هستند. تمام مدل‌ها از نسل دوم اثرانگشت خوان اولتراسونیک در صفحه‌نمایش استفاده می‌کنند.
| مدل         | ابعاد                  | رزولوشن      | حداکثر نرخ نوسازی | نرخ نوسازی متغیر    | شکل          |
| ----------- | ---------------------- | ------------ | ----------------- | ------------------- | ------------ |
| اس۲۲        | ۶٫۱ اینچ (۱۵۵ میلیمتر) | ۲۳۴۰ در ۱۰۸۰ | ۱۲۰ هرتز          | ۱۰ هرتز تا ۱۲۰ هرتز | لبه‌های تخت   |
| اس۲۲+       | ۶٫۶ اینچ (۱۶۸ میلیمتر) | ۲۳۴۰ در ۱۰۸۰ | ۱۲۰ هرتز          | ۱۰ هرتز تا ۱۲۰ هرتز | لبه‌های تخت   |
| اس۲۲ اولترا | ۶٫۸ اینچ (۱۷۳ میلیمتر) | ۳۰۸۸ در ۱۴۴۰ | ۱۲۰ هرتز          | ۱ هرتز تا ۱۲۰ هرتز  | لبه‌های خمیده |

#### حافظه
| گلکسی اس۲۲ | گلکسی اس۲۲   | گلکسی اس۲۲+ | گلکسی اس۲۲+  | گلکسی اس۲۲ اولترا | گلکسی اس۲۲ اولترا |
| ---------- | ------------ | ----------- | ------------ | ----------------- | ----------------- |
| رم         | حافظه        | رم          | حافظه        | رم                | حافظه             |
| ۸ گیگابایت | ۱۲۸ گیگابایت | ۸ گیگابایت  | ۱۲۸ گیگابایت | ۸ گیگابایت        | ۱۲۸ گیگابایت      |
| ۸ گیگابایت | ۲۵۶ گیگابایت | ۸ گیگابایت  | ۲۵۶ گیگابایت | ۱۲ گیگابایت       | ۲۵۶ گیگابایت      |
| -          | -            | -           | -            | ۱۲ گیگابایت       | ۵۱۲ گیگابایت      |
| -          | -            | -           | -            | ۱۲ گیگابایت       | ۱ ترابایت         |

گلکسی اس۲۲ و گلکسی اس۲۲+ با حافظهٔ رم ۸ گیگابایت و حافظهٔ داخلی ۱۲۸ و ۲۵۶ گیگابایت عرضه می‌شوند، اما گلکسی اس۲۲ اولترا با حافظهٔ داخلی ۱۲۸ گیگابایت و حافظهٔ رم ۸ گیگابایت یا با حافظهٔ داخلی ۲۵۶، ۵۱۲ و ۱ ترابایت و حافظهٔ رم ۱۲ گیگابایت عرضه می‌شود. هیچ‌کدام از مدل‌های خانوادهٔ اس۲۲ از کارت حافظه پشتیبانی نمی‌کنند.

#### باتری
اس۲۲، اس۲۲+ و اس۲۲ اولترا به ترتیب دارای باتری لیتیم پلیمری ۳۷۰۰ میلی‌آمپر، ۴۵۰۰ میلی‌آمپر و ۵۰۰۰ میلی‌آمپر جدانشدنی هستند. اس۲۲ از شارژ سیمی یواس‌بی سی تا ۲۵ وات پشتیبانی می‌کند، درحالی که اس۲۲+ و اس۲۲ اولترا قابلیت پشتیبانی تا ۴۵ وات را دارند. آزمایش‌ها نشان داد که تفاوت قابل‌توجهی بین سرعت شارژ شارژر ۴۵ وات و شارژر ۲۵ وات وجود ندارد. هر سه گوشی از شارژ بی‌سیم چی تا ۱۵ وات را پشتیبانی می‌کنند و همچنین توانایی شارژ بی‌سیم سایر دستگاه‌های سازگار با شارژ بی‌سیم چی را از طریق باتری خود و تا ۴۵ وات را دارند.

#### قابلیت اتصال
هر سه گوشی از شبکه‌های ۵جی اس‌ای/ان‌اس‌ای پشتیبانی می‌کنند. گلکسی اس۲۲ از وای-فای ۶ و بلوتوث ۵٫۲ پشتیبانی می‌کند، در حالی که گلکسی اس۲۲+ و اس۲۲ اولترا از وای-فای ۶ئی و بلوتوث ۵٫۲ پشتیبانی می‌کنند. مدل‌های اس۲۲+ و اس۲۲ اولترا همچنین از باند فوق وسیع (UWB) برای ارتباطات کوتاه برد مشابه ان‌اف‌سی پشتیبانی می‌کنند (با ۵جی mmWave که توسط ورایزون به عنوان اولترا وایدباند به بازار عرضه می‌شود اشتباه گرفته نشود). سامسونگ از این فناوری برای ویژگی جدید «اسمارت‌تینگز فایند» و سامسونگ گلکسی اسمارت‌تگ+ استفاده می‌کند.

#### دوربین
| دوربین     | دوربین | گلکسی اس۲۲ و اس۲۲+                                        | گلکسی اس۲۲ اولترا                                         |
| ---------- | ------ | --------------------------------------------------------- | --------------------------------------------------------- |
| واید       | مشخصات | 50 MP, f/1.8, 24mm, 1/1.56", Dual Pixel PDAF, OIS         | 108 MP, f/1.8, 24mm, 1/1.33", PDAF, Laser AF, OIS         |
| واید       | لنز    | Samsung S5KGN5                                            | Samsung S5KHM3                                            |
| اولتراواید | مشخصات | 12 MP, f/2.2, 13mm, 1/2.55", Dual Pixel PDAF on S22 Ultra | 12 MP, f/2.2, 13mm, 1/2.55", Dual Pixel PDAF on S22 Ultra |
| اولتراواید | لنز    | Sony IMX563                                               | Sony IMX563                                               |
| تله‌فوتو    | مشخصات | 10 MP, f/2.4, 70mm, 1/3.94", PDAF, OIS                    | 10 MP, f/2.4, 70mm, 1/3.52", Dual Pixel PDAF, OIS         |
| تله‌فوتو    | لنز    | Samsung S5K3K1                                            | Sony IMX754                                               |
| پریسکوپ    | مشخصات | -                                                         | 10 MP, f/4.9, 240mm, 1/3.52", Dual Pixel PDAF, OIS        |
| پریسکوپ    | لنز    | -                                                         | Sony IMX754                                               |
| سلفی       | مشخصات | 10 MP, f/2.2, 26mm, 1/3.24", PDAF                         | 40 MP, f/2.2, 26mm, 1/2.8", PDAF                          |
| سلفی       | لنز    | Sony IMX374                                               | Samsung S5KGH1                                            |

اس۲۲ و اس۲۲+ دارای دوربین واید ۵۰ مگاپیکسلی، دوربین تله‌فوتو ۱۰ مگاپیکسلی با زوم اپتیکال ۳ برابر و دوربین اولتراواید ۱۲ مگاپیکسلی است. اس۲۲ اولترا همانند نسخهٔ قبلی دارای دوربین واید ۱۰۸ مگاپیکسلی با HDR ۱۲ بیتی است و همچنین دارای دو دوربین تله‌فوتو ۱۰ مگاپیکسلی با زوم اپتیکال ۳ برابر و ۱۰ برابر و دوربین اولتراواید ۱۲ مگاپیکسلی است. دوربین سلفی در اس۲۲ و اس۲۲+ ۱۰ مگاپیکسل و در اس۲۲ اولترا ۴۰ مگاپیکسل است.
سری گلکسی اس۲۲ توانایی ضبط ویدئوی HDR10+ را دارد و از HEIF پشتیبانی می‌کند.

##### حالت‌های ویدئو
سری گلکسی اس۲۲ سامسونگ از حالت‌های ویدئوی زیر پشتیبانی می‌کند:
- 8K@24fps (تا 30fps در اس۲۲ اولترا)
- 4K@30/60fps
- 1080p@30/60/240fps
- 720p@960fps (از 480fps در درون‌یابی در انیمیشن تا 960fps در اس۲۲ اولترا)

فریم‌های ثابت استخراج شده از ویدئوهای با وضوح بالا می‌توانند به عنوان عکس‌های مستقل عمل کنند.

#### اس پن
اس۲۲ اولترا نخستین گوشی از سری اس سامسونگ است که با قلم عرضه می‌شود. تأخیر اس پن در این گوشی ۲٫۸ میلی‌ثانیه است که در قیاس با تأخیر ۲۰ میلی‌ثانیه‌ای نوت ۲۰ و ۹ میلی‌ثانیه‌ای نوت ۲۰ اولترا و اس۲۱ اولترا بهتر است و از «سیستم پیش‌بینی هماهنگی مبتنی بر هوش مصنوعی» استفاده می‌کند. اس پن از ژست‌های حرکتی در هوا و سیستم Air Action نیز پشتیبانی می‌کند.

### نرم‌افزار
گوشی‌های سری اس۲۲ به‌طور پیش‌فرض با اندروید ۱۲ و رابط‌کاربری وان یوآی ۴٫۱ عرضه شدند. سامسونگ ناکس برای امنیت بیشتر دستگاه در نظر گرفته شده است و نسخه جداگانه‌ای برای استفاده سازمانی وجود دارد. در ۹ فوریه ۲۰۲۲، دستگاه‌های جدید گلکسی S22 به همراه مجموعه‌ای از سایر دستگاه‌های گلکسی سامسونگ، اعلام شدند که ۴ تا ۵ سال به‌روزرسانی (به ترتیب ارتقاء سیستم عامل و به‌روزرسانی‌های امنیتی) دریافت می‌کنند.
در ۲۸ اکتبر ۲۰۲۲، سامسونگ شروع به انتشار وان یوآی ۵٫۰ مبنتی بر اندروید ۱۳ برای دستگاه‌های گلکسی اس۲۲ کرد. برخی از ویژگی‌ها و تغییرات شامل امکان خاموش کردن ویژگی RAM Plus است، که قبلاً کاربران می‌توانستند آن را به ۲ گیگابایت محدود کنند، نه اینکه آن را به‌طور کامل خاموش کنند، و یک روش بازطراحی شده برای سفارشی‌سازی صفحه قفل، مشابه آی‌اواس ۱۶ می‌باشد. همچنین Material You به اکثر برنامه‌های گوگل و سامسونگ و همچنین برخی از برنامه‌های شخص ثالث که از Material You پشتیبانی می‌کنند، گسترش یافت و راه‌های بیشتری را برای سفارشی‌سازی فراهم کرد. وان یوآی ۵ همچنین آیکون‌های تازه‌ای را برای ظاهری زیباتر در سراسر رابط کاربری ارائه می‌دهد.
از اکتبر ۲۰۲۴، گلکسی اس۲۲ همچنین از به‌روزرسانی به وان یوآی ۶٫۱ مبتنی بر اندروید ۱۴ پشتیبانی می‌کند که با سری گلکسی اس۲۴ ارائه شد. این نسخه و سایر نسخه‌های وان یوآی جدیدتر از ۶٫۰ حاوی ویژگی‌های جدید مبتنی بر هوش مصنوعی هستند که منحصر به این گوشی و نسل‌های بعدی سری گلکسی اس هستند.
رابط کاربری وان یوآی ۷ مبتنی بر اندروید ۱۵ از ۲۸ مه ۲۰۲۵ به بعد به عنوان سیستم عامل فعلی برای سری گلکسی اس۲۲ عرضه خواهد شد.

## بازخورد

### مناقشهٔ کاهش عملکرد
آزمون انجام شده با ابزار بنچمارک گیک‌بنچ توسط رسانهٔ اندروید پلیس نشان داد که سرویس بهینه‌سازی بازی سامسونگ (GOS) عملکرد دستگاه را در برخی بازی‌های محبوب به‌طور قابل توجهی کاهش می‌دهد. طبق آزمایشی که با دستگاه اس۲۲+ انجام شد، با تغییر نام گیک‌بنچ ۵ به گنشین ایمپکت، امتیاز گوشی در بخش تک هسته‌ای ۴۵ درصد و در بخش چند هسته‌ای ۲۸ درصد کاهش می‌یابد. گیک‌بنچ در پاسخ تمام دستگاه‌های سری اس۲۲، اس۲۱، اس۲۰ و اس۱۰ را از فهرست خدمات خود خارج کرد. سامسونگ بعدها به‌روزرسانی‌ای را برای گوشی‌های سری اس۲۲ منتشر کرد که به کاربران این دستگاه‌ها اجازه می‌داد تا سرویس GOS را غیرفعال سازند.

## نگارخانه

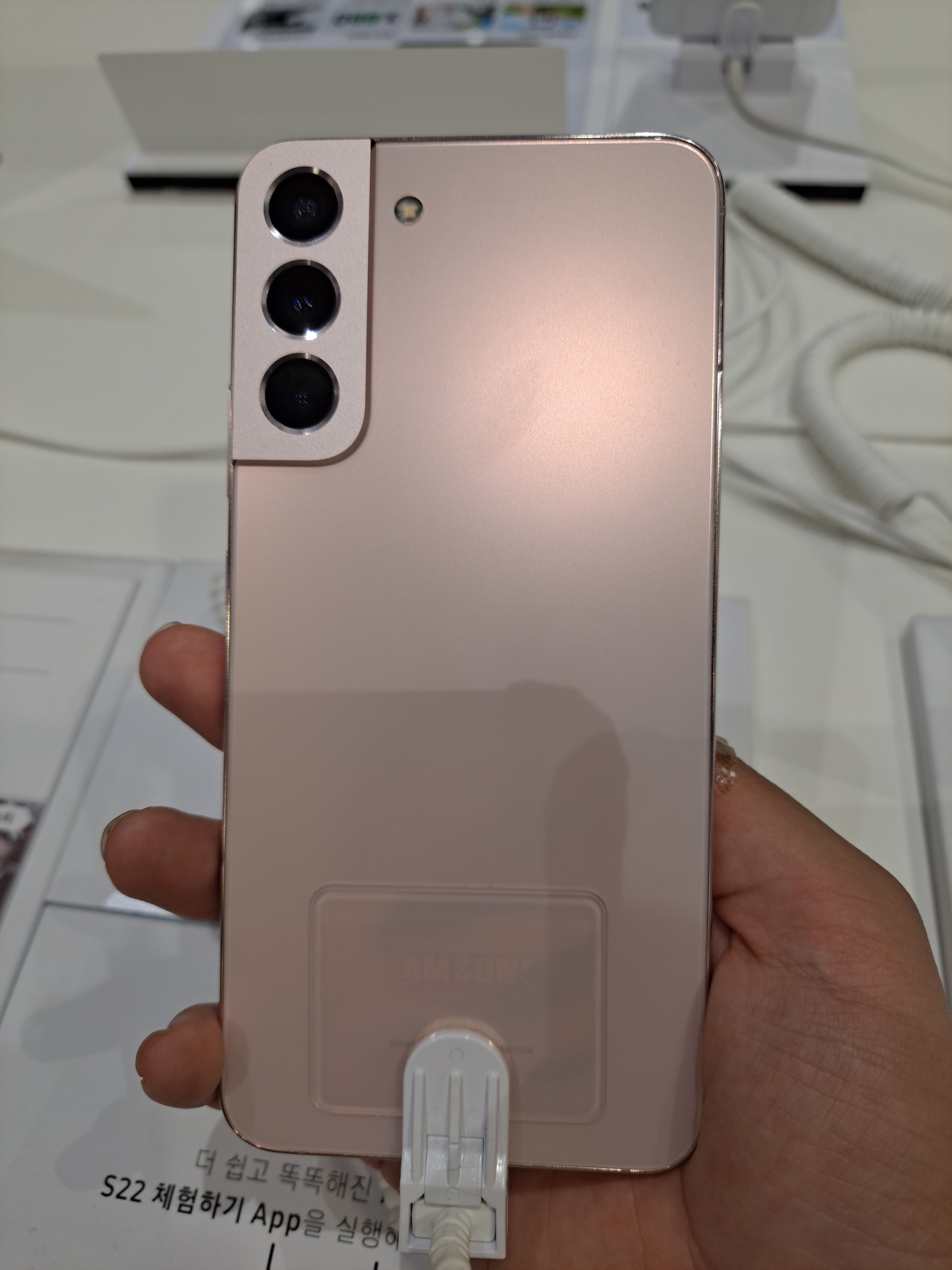
پنل پشتی گلکسی اس۲۲
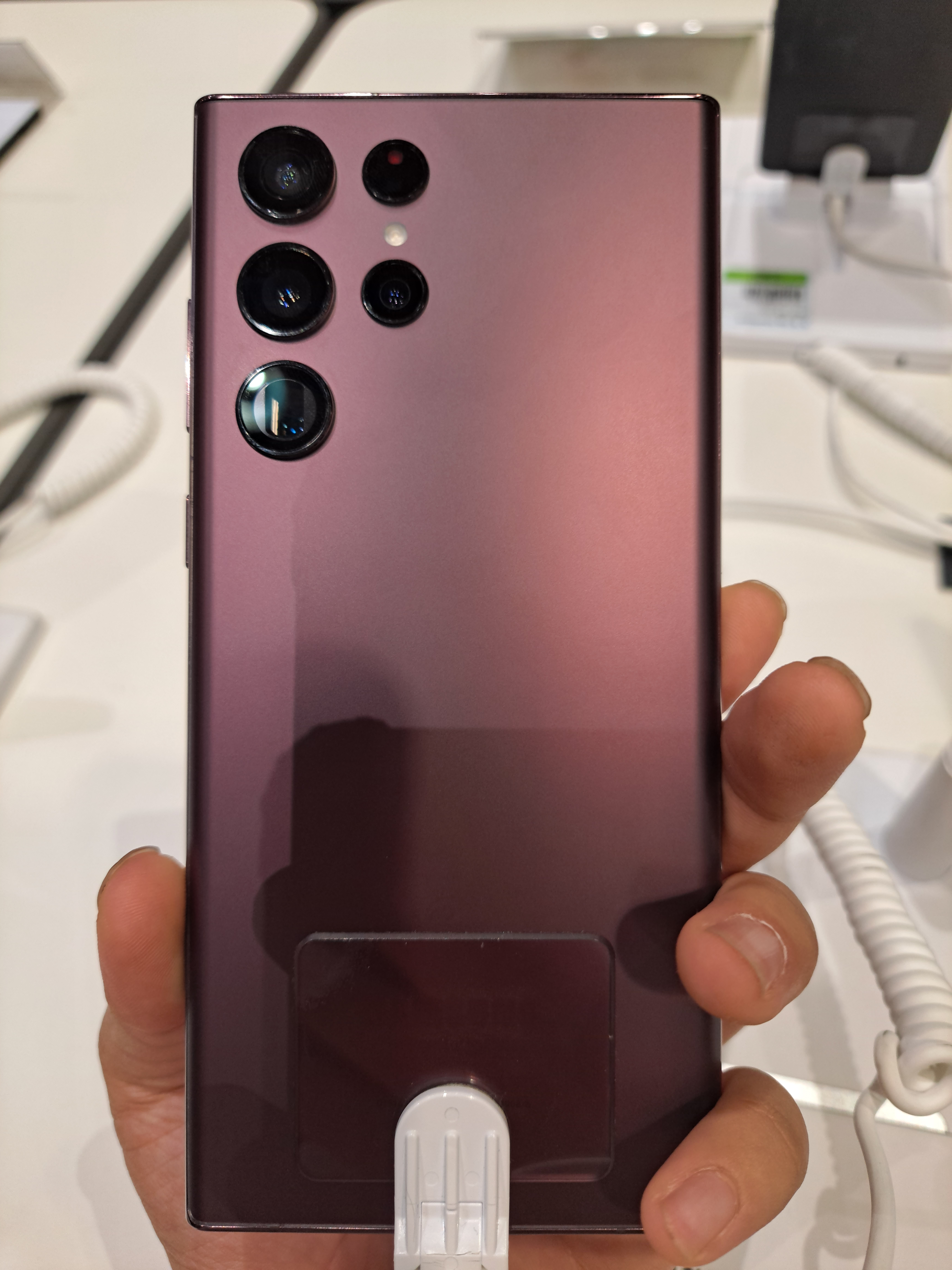
پنل پشتی گلکسی اس۲۲ اولترا
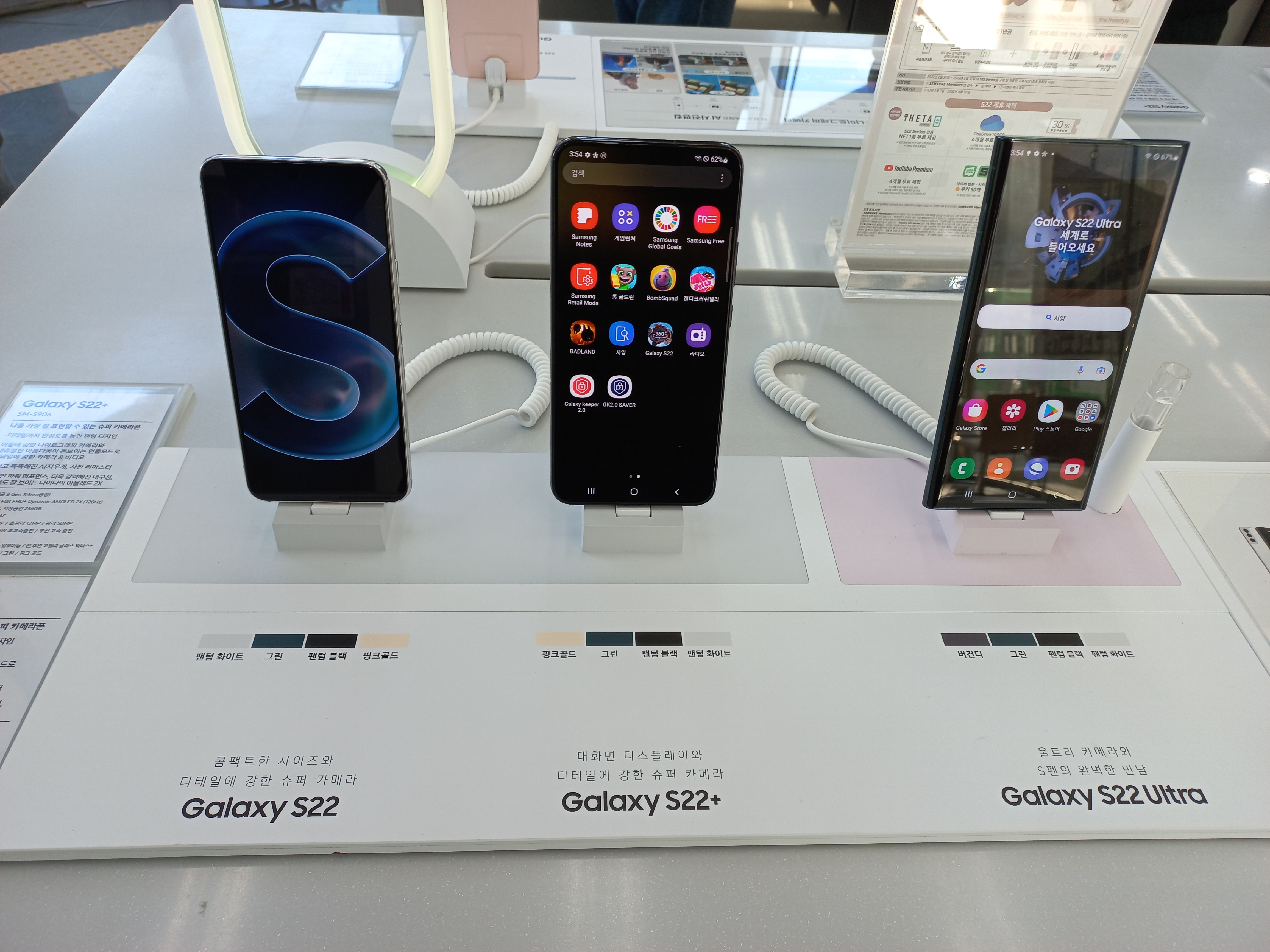
سری گلکسی اس۲۲
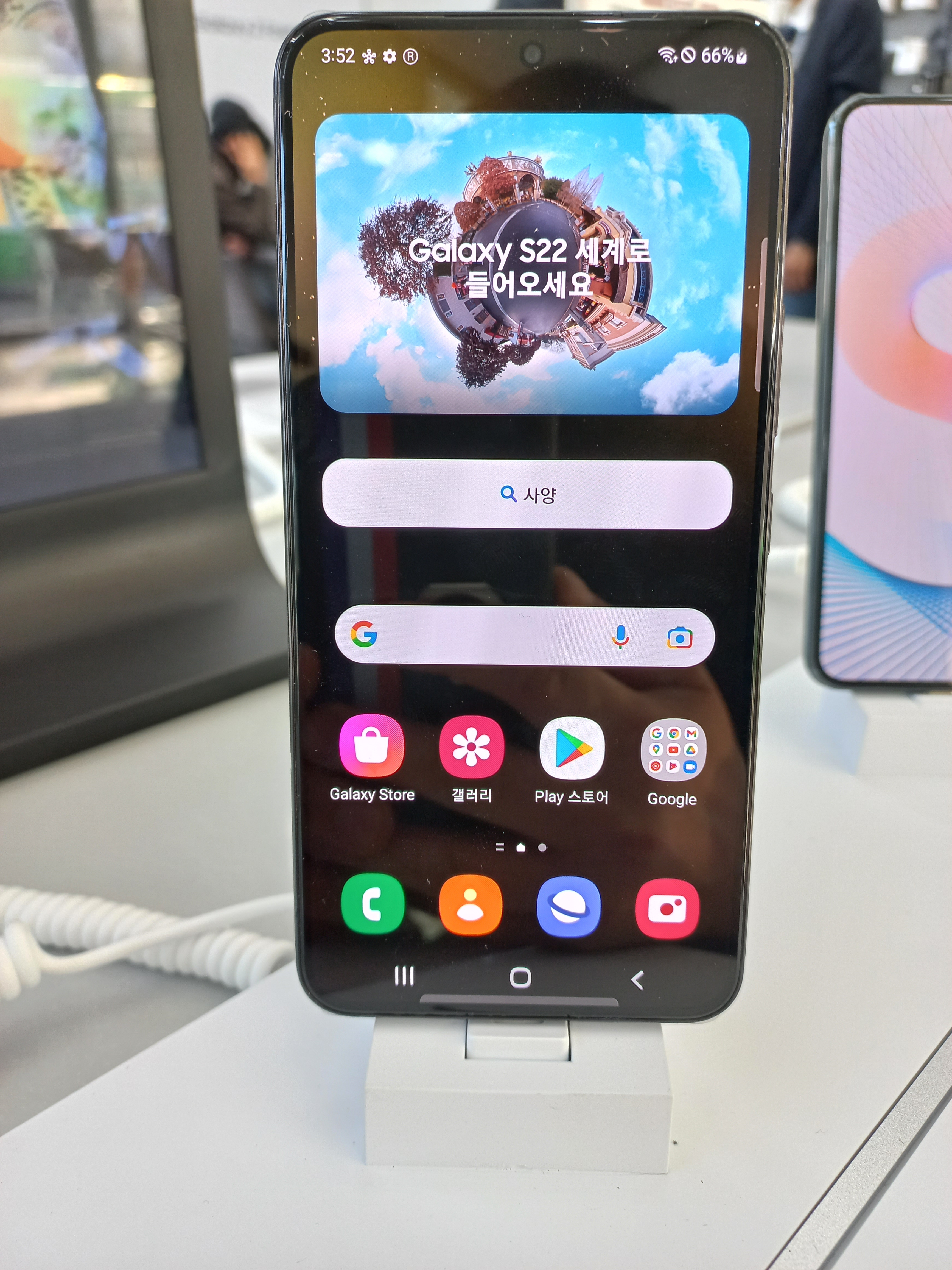
گلکسی اس۲۲
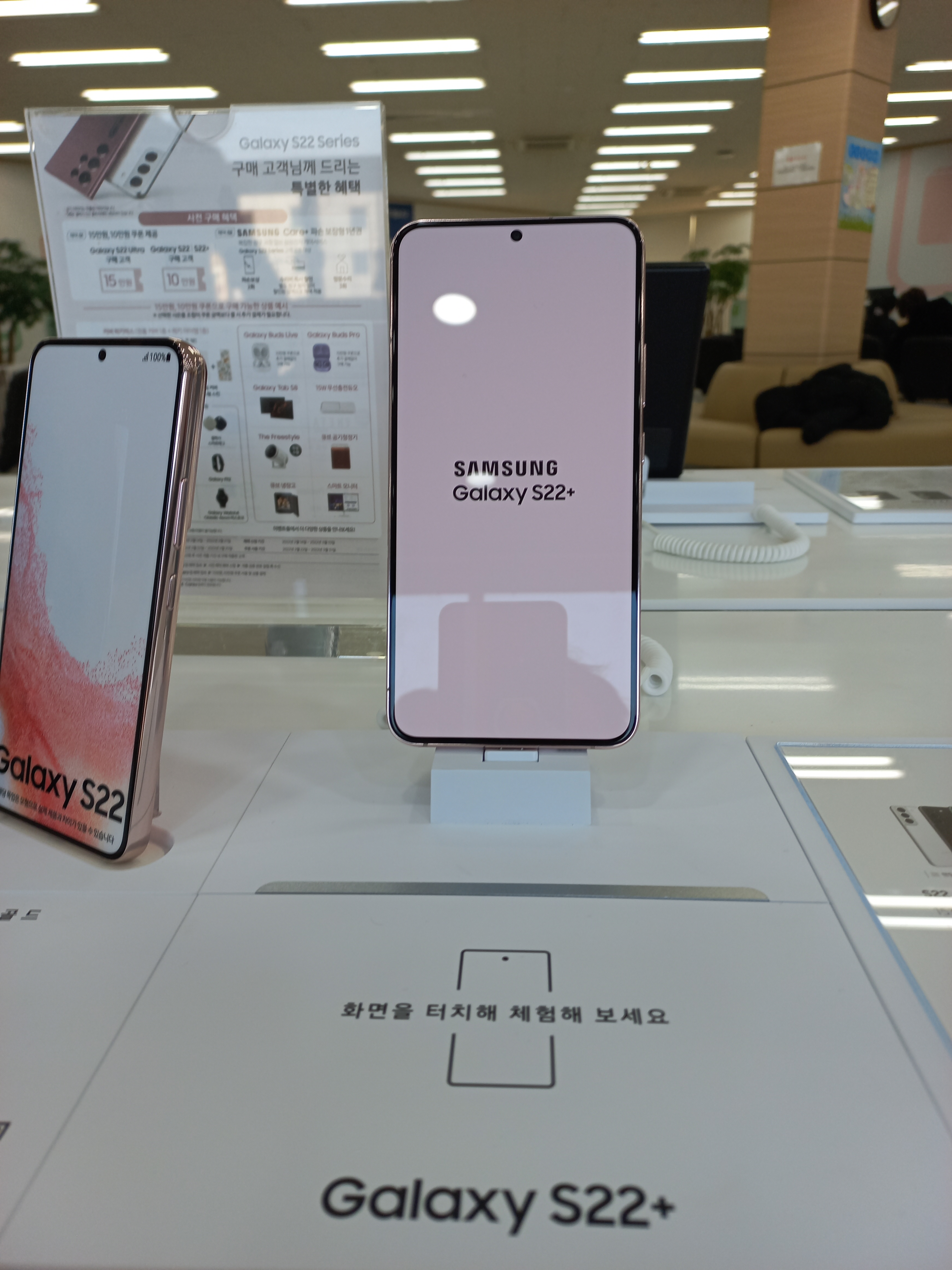
گلکسی اس۲۲+
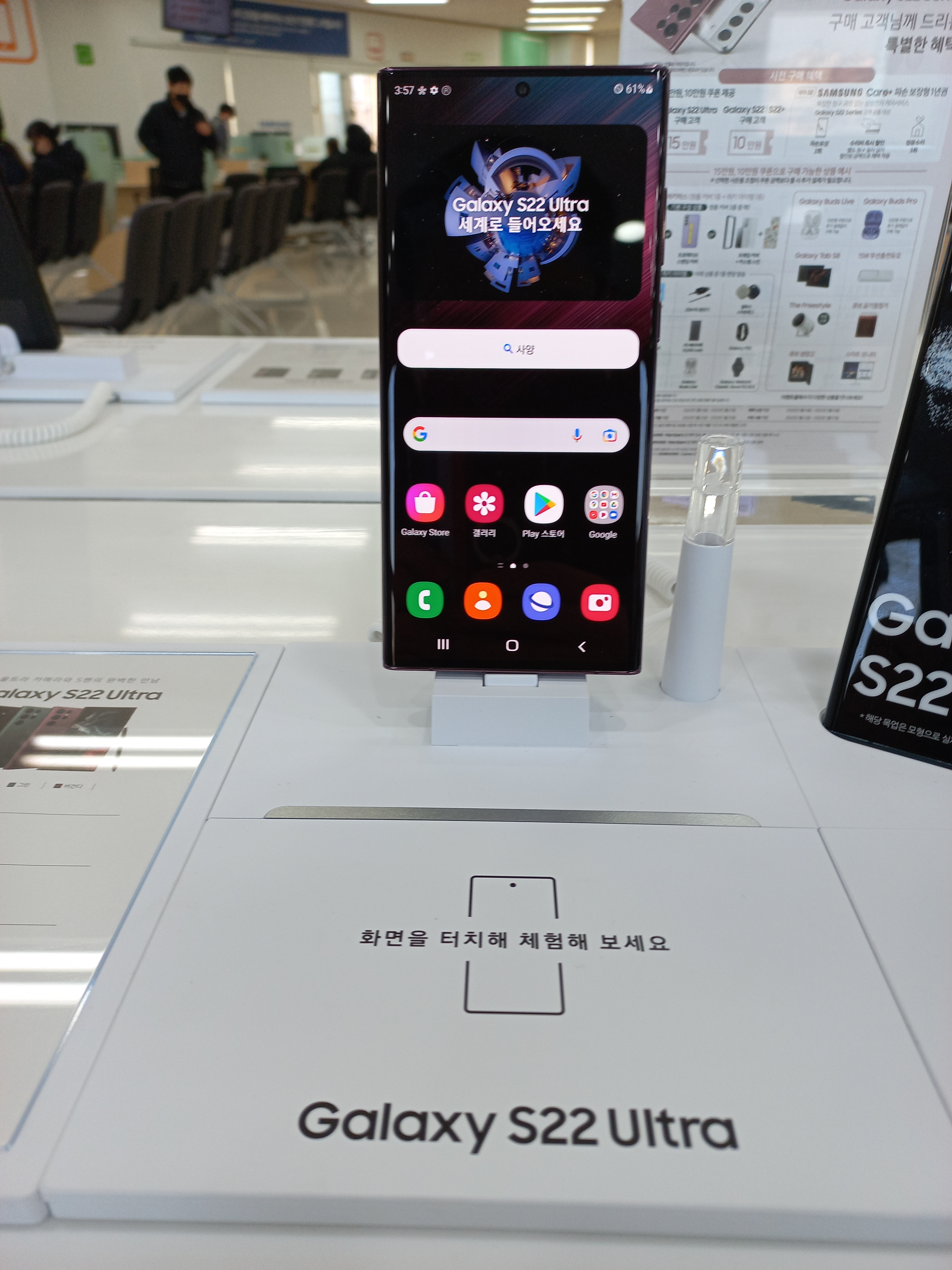
گلکسی اس۲۲ اولترا